# Lousy with Sylviabriar
Lousy with Sylvianbriar è il dodicesimo album discografico in studio del gruppo musicale statunitense Of Montreal, pubblicato nel 2013.

## Tracce
Testi e musiche di Kevin Barnes.
1. Fugitive Air – 4:13
2. Obsidian Currents – 3:54
3. Belle Glade Missionaries – 5:55
4. Sirens of Your Toxic Spirit – 4:06
5. Colossus – 3:36
6. Triumph of Disintegration – 4:12
7. Amphibian Days – 5:04
8. She Ain't Speakin' Now – 3:40
9. Hegira Émigré – 4:02
10. Raindrop in My Skull – 2:47
11. Imbecile Rages – 4:01

## Gruppo
- Kevin Barnes – voce, chitarra, basso
- Rebecca Cash – tastiere, voce
- Clayton Rychlik – batteria, percussioni, voce
- Jojo Glidewell – tastiere, pianoforte
- Bennett Lewis – chitarra, mandolino, voce
- Bob Parins – basso, pedal steel, contrabbasso

### Membri in studio
- Kishi Bashi – violino in "Hegira Émigré"
- Laura Lutzke – violino in "Raindrop in My Skull"
- Marie Davon – violino in "Sirens of Your Toxic Spirit